# Derë e hapur
Derë e hapur es una película de carretera y drama albanesa de 2019 escrita y dirigida por Florenc Papas. Fue seleccionada como la entrada albanesa a la Mejor Película Internacional en la 93.ª edición de los Premios Óscar, pero no fue nominada. La película se estrenó en el Festival de Cine de Sarajevo el 19 de agosto de 2019, y posteriormente realizó una gira de festivales que incluyó Tesalónica, Sofía, Luxemburgo, Calcuta, Cartagena y un regreso a casa en Tirana.

## Argumento
Rudina, una madre casada de mediana edad, está sobrecargada de responsabilidades. Además de trabajar como costurera en una fábrica local, ella está cuidando a sus viejos suegros, mientras que su exigente esposo trabaja en el extranjero y solo se ven una vez al año. Ella también está criando sola a su hijo de cinco años, Orion.
Rudina espera que su hermana Elma regrese de Italia, donde vive y trabaja, para poder ir a visitar a su padre a su pueblo natal, en el aniversario de la muerte de su madre. Pero cuando Elma llega en el ferry desde Bari, Rudina se sorprende al ver que está embarazada. Sin duda será un problema para el anciano cabeza de familia ver a su hija soltera con un hijo en camino.
Las dos hermanas, junto con Orión, se ponen en camino y se les ocurre la idea de reclutar a un viejo amigo de Elma para que finja ser su esposo durante su visita.

## Reparto
- Luli Bitri como Rudina
- Jonida Vokshi como Elma
- Sotiraq Bratko como Padre
- Elidon Alikaj como Geni
- Maxwell Guzja como Orión
- Gulielm Radoja como Recepcionista
- Visar Vishka como Rezart
- Jorgaq Tushe como suegro
- Kastriot Shehi como El jefe italiano
- Andi Begolli como Indrit
- Lutfi Hoxha como Transeúnte